# Otto Lemmermann
Otto Lemmermann (* 1. Juli 1869 in Buxtehude; † 28. Juli 1953 in Berlin) war ein deutscher Agrikulturchemiker.

## Leben und Wirken
Otto Lemmermann studierte Naturwissenschaften in Göttingen und Jena und wurde 1894 Assistent am Agrikulturchemischen Institut und an der Landwirtschaftlichen Versuchsstation der Universität Jena. 1896 promovierte er dort mit einer Arbeit über den Aussagekraft der Pflanzen- und Bodenanalyse für die Düngungspraxis und 1900 habilitierte er sich, ebenfalls in Jena, mit Studien über Denitrifikationsvorgänge beim Stalldünger für das Fachgebiet Agrikulturchemie.
1904 übernahm er die Leitung der Agrikulturchemischen Versuchsstation für die Provinz Brandenburg in Dahme/Mark. 1905 folgte er einem Ruf an die Landwirtschaftliche Hochschule Berlin und wurde als Nachfolger von Theodor Remy Direktor des Instituts für Agrikulturchemie und Bakteriologie. Gleichzeitig blieb er Leiter der später nach Berlin verlegten Agrikulturchemischen Versuchsstation für die Provinz Brandenburg. 1934 wurde Lemmermann emeritiert, doch 1945 wieder auf seinen alten Lehrstuhl berufen. Erst 1950, im Alter von 80 Jahren, erfolgte seine endgültige Emeritierung.
Die über 300 Veröffentlichungen Lemmermanns erstrecken sich auf alle Bereiche der Agrikulturchemie. Der Schwerpunkt seiner Forschungstätigkeit lag auf den Gebieten der Pflanzenernährung und Düngung. In vielen Experimenten untersuchte er die Funktion der Kieselsäure für das Pflanzenwachstum und kam zu dem für die Düngungspraxis wichtigen Ergebnis, dass Kieselsäure schwerlösliche Bodenphosphate in pflanzenverfügbare Verbindungen überführen und dadurch ertragssteigernd wirken kann.
1922 gründete Lemmermann die „Zeitschrift für Pflanzenernährung, Düngung, Bodenkunde“, die er bis 1953 als verantwortlicher Herausgeber redaktionell betreut hat. Die meisten seiner wissenschaftlichen Beiträge veröffentlichte er in diesem Fachjournal.

## Hauptwerke
- Die Düngerlehre. Lehrbuch zum Selbstunterricht, sowie zum Gebrauche für Studierende und Lehrer der Landwirtschaft. Leipzig 1902.
- Die Entwicklung der Agrikulturchemie und ihr Einfluß auf die Landwirtschaft im 19. Jahrhundert. Berlin 1913.
- Die Nutzbarmachung des Luftstickstoffs für die Landwirtschaft. Berlin 1916.
- Untersuchungen über verschiedene Düngungsfragen. Arbeiten der Deutschen Landwirtschafts-Gesellschaft H. 297, Berlin 1919.
- Die ertragssteigernde Wirkung der Kieselsäure bei unzureichender Phosphorsäuredüngung. Leipzig 1922.
- Die Agrikulturchemie und ihre Bedeutung für die Volksernährung. Ein Rückblick und Ausblick. Braunschweig 1940.